# 長屋吉親
長屋 吉親（ながや よしちか）は、戦国時代の武将。毛利氏家臣。

## 出自
長屋氏は、毛利元春の四男で安芸国高田郡中馬を領した中馬忠広の孫・泰親を祖とし、安芸国高田郡長屋の槇ヶ城に在城したことで、長屋を名字とした。泰親は毛利煕元の娘を妻としたが嗣子が無かったため、弟の教親が養子として家督を継いだ。教親の子が、吉親の父の長屋宗親である。

## 生涯
毛利氏の庶流である長屋氏の当主・長屋宗親の長男として生まれ、弟の吉忠と共に毛利氏に仕えた。
享禄5年（1532年）に毛利氏の家臣団32名が、互いの利害調整を毛利元就に要請した起請文において、吉親は12番目に「長屋縫殿允吉親」と署名している。
天文13年（1544年）7月、尼子晴久は尼子国久とその子である誠久、敬久を総大将として備後国に侵攻し三吉広高を攻撃した。元就は福原貞俊と児玉就忠を大将とし、粟屋元堅、粟屋元良、井上光利、福原元勝、長屋吉親ら1000余を援軍として派遣。備後国の国人である上山広信もこれに加わった。
しかし、同年7月28日、備後国双三郡布野において牛尾幸清や平野又右衛門らが率いる尼子軍と合戦するも大敗（布野崩れ）。この敗戦で福原貞俊と児玉就忠は重傷を負い、粟屋元堅、粟屋元良、井上光利、福原元勝、荘俊正、上山広信らは戦死した。そして吉親もこの戦いで壮烈な戦死を遂げている。